# Chantada
Chantada es un municipio y una villa española de la provincia de Lugo, Galicia. Chantada da nombre, además de a la propia localidad, a toda la comarca, conocida en la documentación medieval como Asma; desde mediados del siglo XX se popularizó su lema «Corazón de Galicia» como eslogan turístico.

## Historia
Su nombre se dice que viene de una leyenda (la más popular, aunque hay varias), que cuenta que un día una mujer chantadina iba por el pueblo de Belesar, al sur de la villa, transportando una gran piedra por toda la Ribeira Sacra. La mujer se cansó y dijo la siguiente expresión en gallego: «Ala, aí vos queda, chantada no chan» que significa en castellano: «Ala, ahí os queda, clavada en el suelo».

## Geografía humana

### Organización territorial
El municipio está formado por trescientas veinticuatro entidades de población distribuidas en treinta y siete parroquias:
- Adá (Santa Eulalia)[8]
- Agrade[7] (San Vicente)[6][8]
- Arcos (Santa María)
- Argozón (San Vicente)
- A Sariña (San Vicente)
- Asma (El Salvador)[7]
- Belesar (San Bartolomeu)
- Bermún (Santa María)
- Brigos (San Salvador)
- Camporramiro (Santa María)
- Esmeriz (Santa Mariña)
- Esmoriz (San Xulián)[6][8]
- Fornas (San Cristobo)[6]
- Laxe[7] (San Xoán)[6][8]
- Líncora (San Pedro)
- Mariz (San Martiño)
- Mato[7] (San Xulián)[6][8]
- Merlán (Santo Tomé)[6]
- Monte[7] (San Miguel)[6]
- Mouricios (San Cristobo)[6]
- Muradelle (Sampaio)[6]
- Nogueira[7] (Santa María)[6]
- Pedrafita (Santa Eulalia)[8]
- Pereira (San Mamede)
- Pesqueiras (Santa María)
- Requeixo (Santiago)
- Riba (Santiago)[6]
- Sabadelle (Santa María)
- San Félix de Asma (San Félix)[7]
- San Jorge de Asma (San Jorge)[7]
- Santa Cruz de Viana (Santa Cruz)
- Santa Eugenia de Asma (Santa Eugenia)[7]
- Veiga (San Xoán)
- Viana[7]
- Villaúxe (El Salvador)[7]

### Demografía
Cuenta con una población de 8092 habitantes (INE 2024).
| Gráfica de evolución demográfica de Chantada entre 1842 y 2021                                                        |
| |
| Población de derecho según los censos de población del INE. Población de hecho según los censos de población del INE. |

#### Villa
| Gráfica de evolución demográfica de Chantada (villa) entre 2000 y 2019 |
|                                                                        |
| Datos según el nomenclátor publicado por el INE.                       |

## Monumentos históricos y lugares importantes

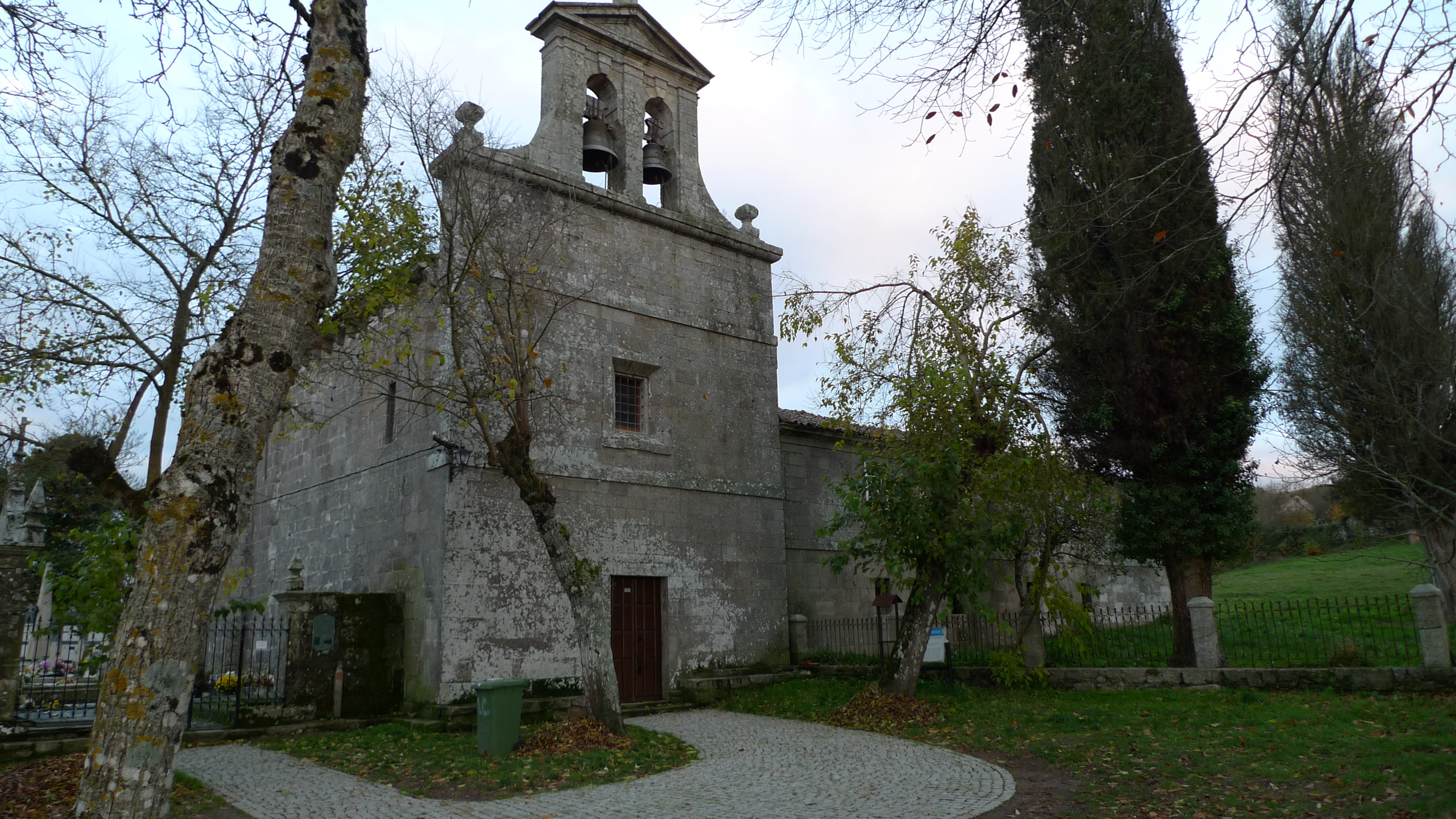
Monasterio de San Salvador de Asma.

El arte románico ha alcanzado sin duda un gran desarrollo en la comarca chantadina. Actualmente, la villa conserva muchos restos románicos. La mayoría iglesias y monasterios, una de las mayores atracciones del pueblo. Los antecedentes románicos más importantes son:
- Iglesia románica de Santa María de Pesqueiras
- Iglesia de Santa María de Bermún
- Iglesia de San Salvador de Brigos
- Iglesia de Santa María de Camporramiro
- Iglesia de San Paio de Muradelle
- Iglesia de Santiago de Requeixo
- Monasterio de San Miguel do Monte
- Templo de Santa María de Nogueira do Miño

Actualmente hay varias empresas que ofrecen turismo por el románico chantadino. Otra zona muy importante, ya en la villa, es su casco antiguo.

## Gobierno
El alcalde de Chantada desde el 26 de mayo de 2019 es Manuel Lorenzo Varela Rodríguez, del Partido Popular, que ya había sido alcalde con el mismo partido entre 1996 y 2007 y lo fue desde 2011 hasta 2019 con el partido Independentes Terras do Asma (INTA).
El anterior alcalde fue Manuel Anxo Taboada Rodríguez, del PSdeG-PSOE.
| Resultados Elecciones municipales | Resultados Elecciones municipales | Resultados Elecciones municipales | Resultados Elecciones municipales | Resultados Elecciones municipales | Resultados Elecciones municipales | Resultados Elecciones municipales | Resultados Elecciones municipales | Resultados Elecciones municipales | Resultados Elecciones municipales | Resultados Elecciones municipales | Resultados Elecciones municipales | Resultados Elecciones municipales | Resultados Elecciones municipales |
| Partido                           | Partido                           | 1979                              | 1983                              | 1987                              | 1991                              | 1995                              | 1999                              | 2003                              | 2007                              | 2011                              | 2015                              | 2019                              | 2023                              |
| --------------------------------- | --------------------------------- | --------------------------------- | --------------------------------- | --------------------------------- | --------------------------------- | --------------------------------- | --------------------------------- | --------------------------------- | --------------------------------- | --------------------------------- | --------------------------------- | --------------------------------- | --------------------------------- |
|                                   | PP                                | 5                                 | 5                                 | 11                                | 6                                 | 6                                 | 10                                | 7                                 | 6                                 | 3                                 | 2                                 | 7                                 | 7                                 |
|                                   | PSOE                              | 1                                 | 2                                 | 1                                 | 2                                 | 2                                 | 1                                 | 1                                 | 4                                 | 2                                 | 3                                 | 4                                 | 2                                 |
|                                   | BNG                               | 1                                 | 1                                 | 2                                 | —                                 | —                                 | 6                                 | 1                                 | 3                                 | 3                                 | —                                 | —                                 | —                                 |
|                                   | CG                                | —                                 | 9                                 | —                                 | —                                 | —                                 | —                                 | —                                 | —                                 | —                                 | —                                 | —                                 | —                                 |
|                                   | AEICH                             | —                                 | —                                 | —                                 | 6                                 | 3                                 | —                                 | —                                 | —                                 | —                                 | —                                 | —                                 | —                                 |
|                                   | CHUG                              | —                                 | —                                 | —                                 | 3                                 | 6                                 | —                                 | —                                 | —                                 | —                                 | —                                 | —                                 | —                                 |
|                                   | AEIC                              | —                                 | —                                 | —                                 | —                                 | —                                 | —                                 | 4                                 | —                                 | —                                 | —                                 | —                                 | —                                 |
|                                   | INTA                              | —                                 | —                                 | —                                 | —                                 | —                                 | —                                 | —                                 | —                                 | 5                                 | 7                                 | —                                 | —                                 |
|                                   | XCH-CUP                           | —                                 | —                                 | —                                 | —                                 | —                                 | —                                 | —                                 | —                                 | —                                 | 1                                 | 2                                 | 4                                 |
|                                   | UCD/CDS                           | 10                                | —                                 | 2                                 | —                                 | —                                 | —                                 | —                                 | —                                 | —                                 | —                                 | —                                 | —                                 |
| Total                             | Total                             | 17                                | 17                                | 17                                | 17                                | 17                                | 17                                | 13                                | 13                                | 13                                | 13                                | 13                                | 13                                |

Fuentes: Ministerio del Interior Archivado el 27 de agosto de 2009 en Wayback Machine.
|  | 46,65 % |

|  | 28,26 % |

|  | 18,56 % |

|  | 5,19 % |

|  | 75,15 % |

|  | 24,85 % |

## Fiestas y celebraciones
- Fiestas patronales: Cuarto domingo de agosto. Son las fiestas dedicadas a la "Virxe do Carme" (patrona de la localidad), suelen durar cinco días, de viernes a martes.
- Folión de Carros: Se celebra el sábado de las fiestas patronales. Consiste en la fabricación de un carro antiguo para después presentarlo y hacerlo desfilar por toda la villa, expresando cómo se hacían las cosas antiguamente.
- Festa da empanada: Se celebra en la Carballeira de San Lucas el último día de las fiestas patronales, normalmente martes, y se suele comer empanada gallega en compañía de amigos y familiares, festejando el día.
- Feira do Viño: Segundo domingo de marzo, la feria del vino es una de las mejores de Galicia y una de las fiestas más importantes de la villa. Dura 3 días y las bodegas exponen y venden sus vinos.
- Concurso de Ganado Frisón: Se premia al mejor ganado que se presenta al concurso.
- Subida a Chantada (automovilismo): Se suele celebrar a mediados de julio y es una de las carreras automovilísticas más importantes de Galicia, puntuando para el Campeonato de España de Montaña.[10]
- Ferias mensuales de productos relacionados con el campo, los días 5 y 21 de cada mes se lleva a cabo un mercadillo.
- Romería da Nosa Señora do Faro: 15 de agosto y 8 de septiembre. Es tradición subir los aproximadamente 600 metros de cuesta de rodillas, hasta llegar a la iglesia y así poder besar a la "Virxe do Faro", como ofrenda, siendo una de las tradiciones más populares del pueblo.
- San Lucas: (patrón de la localidad) el 18 de octubre y festivo del pueblo.
- Castañazo Rock: Se celebra en noviembre y es una de las concentraciones más importantes de la música rock galaica, con conciertos de grupos gallegos y portugueses.
- Entroido Ribeirao: Celebrado en febrero, declarado uno de los carnavales más bellos gallegos, consta del desfile de "Peliqueiros", con trajes muy llamativos, por la aldea de Santiago de Arriba (Camporramiro).
- Feira das Cabras: La única feria caprina gallega y una de las pocas españolas, continua la tradición. Dura un día y se celebra la 2° semana de septiembre en la aldea de Merlán, a menos de 1 km del casco urbano de la villa. Se muestran y degustan productos de la cabra. Es celebrada junto a las fiestas de la aldea, que duran tres días, pero la feria se celebra el domingo. Es una de las mejores fiestas entre las aldeas de la villa.
- Fiestas parroquiales: Además, cada aldea tiene sus propias fiestas en honor a su patrón/patrona. La mayoría se suele celebrar en verano.

## Casco urbano

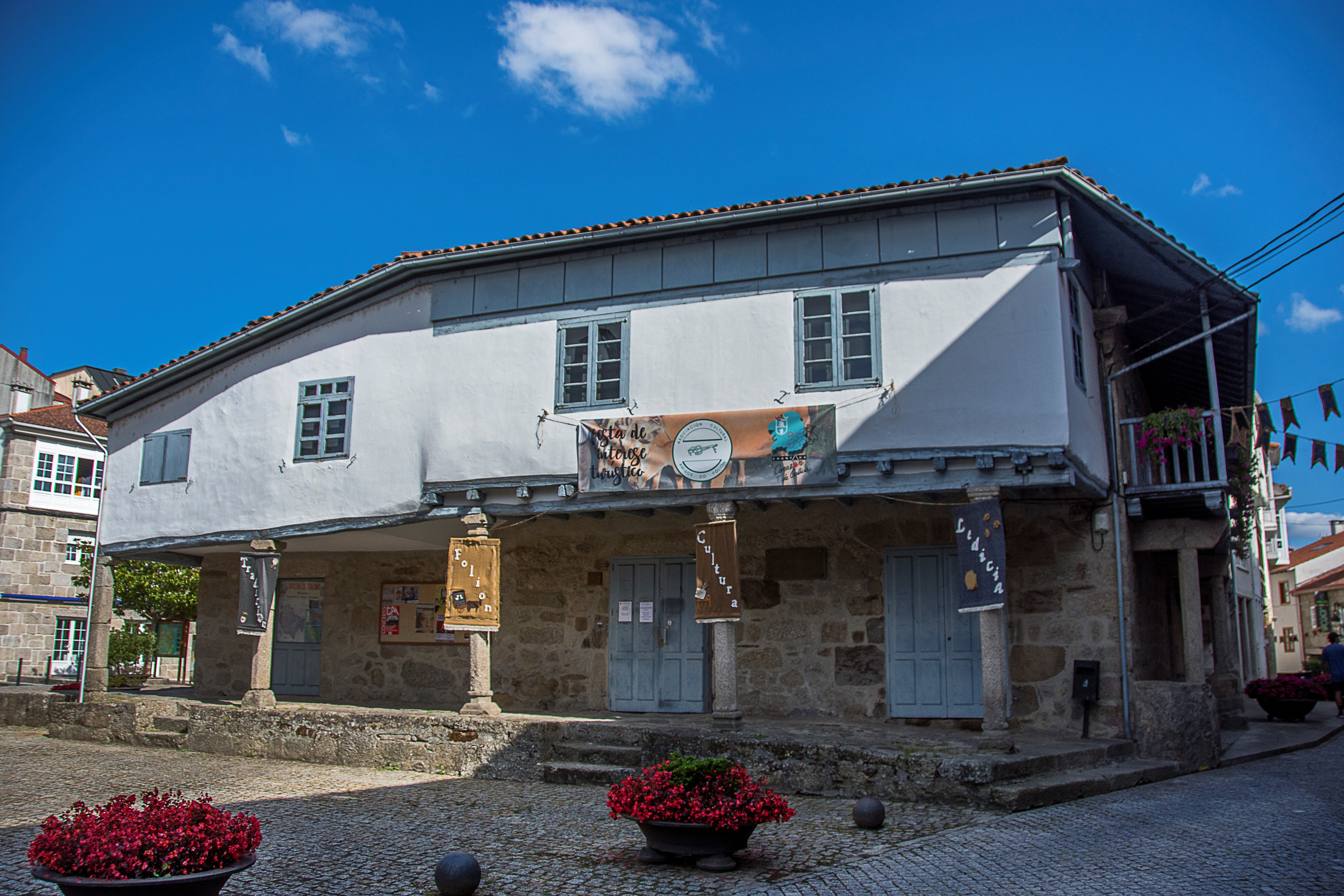
Casa de la cultura de Chantada, situada en el centro de la población.

El casco urbano de Chantada tiene un elevado grado de conservación, dinamismo e interés patrimonial.
La villa está atravesada por el río Asma, afluente del Miño. La villa cuenta con paseos, parques y zonas ajardinadas, que ocupan buena parte del pueblo. El más importante es el paseo fluvial, que recorre prácticamente todo el río y enlaza con otro, el paseo de O Sangoñedo, que conduce a un parque infantil y el estadio municipal, aparte de una zona de playa fluvial con merenderos. 
También consta de piscinas, una climatizada, con 6 calles de 40 metros y las piscinas exteriores, una infantil, con poca profundidad, y otra más grande.
La villa también consta de una playa fluvial, la playa de "O Sangoñedo", situada al lado del parque infantil y el estadio municipal de fútbol, que posee varios merenderos.
Los símbolos del casco urbano más importantes son la plazuela (plaza de Santa Ana) o la calle nueva (calle Xoán XXIII).

### Otros servicios importantes del municipio
- Servicio de urgencias médicas
- Servicio de ambulancias
- Bomberos
- Cuartel de la Guardia Civil
- Policía local
- Geriátrico residencia
- Plaza de abastos
- Centro de día
- Cruz Roja
- Polígono industrial
- Casa de la Cultura
- Casa de la Juventud
- Biblioteca municipal
- Televisión local
- Oficina de información turística

## Polígono industrial
El polígono industrial de Os Acivros es donde se ubican algunas de las mayores empresas chantadinas, como la sidrería, que fábrica para Hijos de Rivera, AugaVella o Castañas Naiciña; y también allí se sitúa la planta de bomberos que presta servicio a más de 30.000 personas de Chantada y otras localidades (Taboada, Carballedo, Palas de Rei, Monterroso, Antas de Ulla, Rodeiro, Ferreira de Pantón y Escairón). Se encuentra a dos kilómetros del centro de la villa.

## Deportes
En Chantada existen diversas instituciones deportivas.
- Sociedad Deportiva Chantada (fútbol): Está compuesto de equipos sénior (SD Chantada, que compite en la liga preferente autonómica gallega grupo norte, y SD Chantada "B", que compite en primera autonómica gallega grupo 3), juvenil y cadete.
- Chantada Atlético (fútbol): Lo componen dos equipos de fútbol. El Atlético sénior (compite en 1.ª autonómica gallega grupo 3) y el Atlético femenino.
- Club Baloncesto Chantada (baloncesto): Compite en la liga EBA grupo A-A. También está compuesto por el CB Chantada "B", que compite en liga gallega.
- Atletismo Ribeira Sacra (atletismo)
- Club Chantadino de Xadrez (ajedrez)
- Club Billar Círculo Chantada (billar)
- Club Ciclista Chantadino (ciclismo)
- Chantada Kárate Club (kárate)
- Club Tenis Chantada (tenis)
- Club de parapente Faro (parapente)
- Escudería Chantada (automovilismo)
- Escudería O Convento (automovilismo)

### Instalaciones deportivas
Las instalaciones deportivas de la villa son:
- Pabellón deportivo municipal, situado en la calle Lamas Carvajal.
- Estadio municipal O Sangoñedo, situado al final del paseo de O Sangoñedo (O Seixo, s/n) y con capacidad para 1000 aficionados aprox.
- Pistas de tenis, 3 pistas ubicadas en el parque de Eloísa Rivadulla-Campo da Feira
- Piscinas municipales, ubicadas en la calle Serra do Faro.
- Pista de pádel, situada en la calle Serra do Faro (junto a las piscinas)
- Pabellones de los colegios CEIP Eloisa Rivadulla, CEIP Xoán de Requeixo, IES Lama das Quendas e IES Val do Asma, destinados a la práctica deportiva
- Pistas de fútbol y canchas de baloncesto.
- Juegos populares, ubicados en el parque de Eloísa Rivadulla.
- Gimnasios biosaludables al aire libre: uno en el paseo fluvial (piscinas), y otro en el paseo de O Sangoñedo.

## Ribeira Sacra
Chantada forma parte de la Ribeira Sacra, que recorre la zona sur del municipio. El 15 de septiembre de 2021 fue declarada reserva de la biosfera por la UNESCO. También es candidata a ser Patrimonio de la Humanidad por la UNESCO.

## Transportes
Las vías de comunicación de la localidad son:
- Taxis (parada de taxis), situada en la plaza de Galicia
- Estación de autobuses, situada en la avenida dos Pilos
- Carreteras: N-540 (Lugo-Ourense), actualmente en construcción de autopista; N-525 y CRG-22 (Lalín-Monforte de Lemos)